# Héctor Babenco
Héctor Eduardo Babenco (Mar del Plata, 7 februari 1946 – São Paulo, 13 juli 2016) was een Argentijns-Braziliaans filmregisseur.

## Levensloop
Héctor Babenco werd in Argentinië geboren als zoon van Joodse emigranten uit Centraal-Europa. Hij vestigde zich in 1969 in Brazilië en werd er filmregisseur. Aanvankelijk draaide hij documentaires, reclamespots en korte films. Vanaf 1975 begon hij speelfilms te regisseren. Hij werd vooral bekend met de dramafilm Kiss of the Spider Woman (1985) naar de roman van Manuel Puig. Babenco werd voor die prent genomineerd voor de Oscar voor Beste Regie.
Hij stierf op 70-jarige leeftijd aan een hartaanval.

## Filmografie (selectie)
- 1975: O Rei da Noite
- 1977: Lúcio Flávio, o Passageiro da Agonia
- 1981: Pixote: A Lei do Mais Fraco
- 1985: Kiss of the Spider Woman
- 1987: Ironweed
- 1991: At Play in the Fields of the Lord
- 2003: Carandiru
- 2007: El pasado
- 2014: Words with Gods